# Schruppscheibe

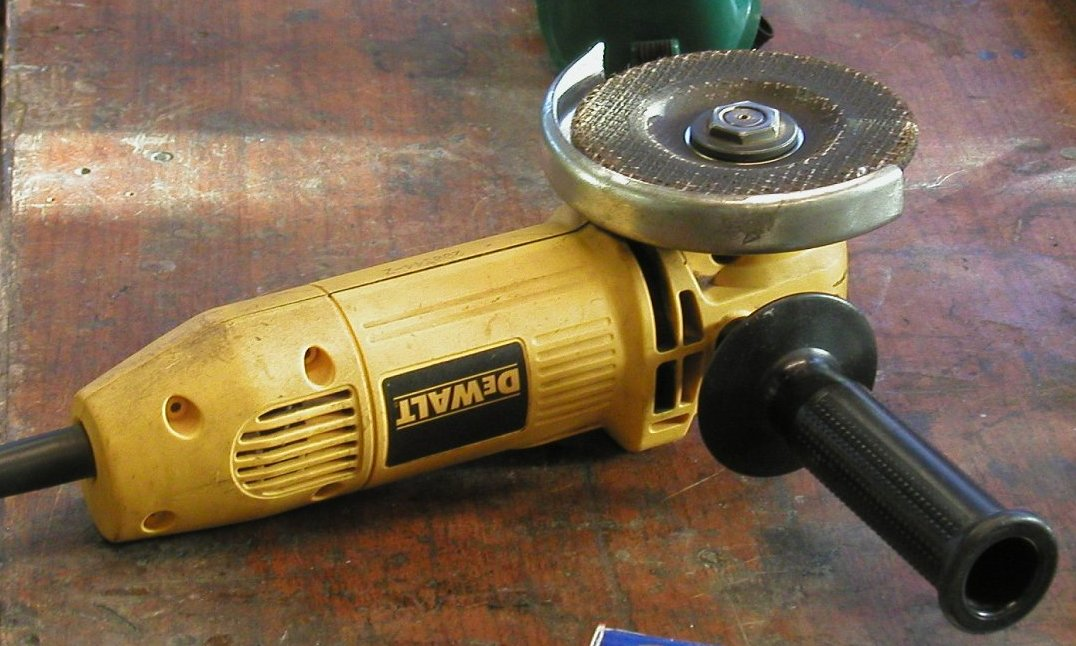
Schruppscheibe an einem Winkelschleifer

Eine Schruppscheibe ist ein in der Regel kunstharzgebundenes Werkzeug zum Schruppschleifen von Metall oder Stein mit einem Winkelschleifer.
Im Gegensatz zur Trennscheibe ist die Schruppscheibe nicht zum Trennen von Materialien geeignet. Durch die große Schnittbreite entstehen hohe Temperaturen, welche die Scheibe schädigen und ihre Schnittwirkung mindern können. 

## Verwendung
Schruppscheiben werden für grobe Schlicht- und Schleifarbeiten eingesetzt, wie etwa dem Glätten von Schweißnähten. Fiberscheiben können zwar eine höhere Abtragsleistung erzielen, nutzen sich jedoch in der Regel schneller ab und eignen sich nicht, um mit der Kante des Schleifblatts eine konkave Hohlform zu bearbeiten.   
Für feinere Arbeiten sind meist Fächerschleifscheiben besser geeignet.
Zur Erzielung optimaler Ergebnisse wird eine Scheibe eingesetzt, deren Schleifkorn und Bindung auf den verwendeten Werkstoff abgestimmt sind. Wenn verschiedene Werkstoffe in schnellem Wechsel bearbeitet werden, können auch Universalscheiben verwendet werden. 
Die Sicherheitsstandards der Norm EN 12413 gewährleisten, dass Schruppscheiben den auftretenden Fliehkräften und der Belastung standhalten. Der Benutzer einer Schruppscheibe muss die Sicherheitshinweise des Herstellers beachten. 
Zur Einhaltung dieser Normen haben sich namhafte Hersteller verpflichtet und das „Kontrollorgan“ oSa gegründet. Bei der Beantragung der Mitgliedschaft prüft die oSa, ob der Antragsteller über die notwendigen Maschinen zur Eigenprüfung verfügt. Zusätzlich werden die Produkte der Mitgliedsunternehmen stichprobenhaft kontrolliert. Bei Verstößen wird die Verwendung des oSa-Logos untersagt und u. U. die Mitgliedschaft entzogen.
Die Verwendung von beschädigten, falsch aufgespannten oder falsch eingesetzten Schruppscheiben kann zu Verletzungen führen.

## Aufbau
In der Regel bestehen die Schleifkörner der Schruppscheibe aus Siliziumkarbid, verschiedenen Korunden oder Aluminiumoxid, das in unterschiedlicher Korngröße in der Schruppscheibe verarbeitet wird. Die gewöhnlich 6 mm dicke Schruppscheibe enthält im Gegensatz zur Trennscheibe häufig mehr als zwei Glasfaserlagen.

## Abmessungen
Gängige Größen für Schruppscheiben sind: (Außendurchmesser × Dicke × Bohrungsdurchmesser)
- 100 × 6 × 16 (hauptsächlich Asien)
- 115 × 6 × 22,2
- 125 × 6 × 22,2
- 150 × 6 × 22,2
- 180 × 6 × 22,2
- 230 × 6 × 22,2
- 300 × 8 × 75,2

## Negerkeks
Schwarze Schleifscheiben aus Vlies/Nylon werden teilweise noch bis heute als Negerkekse bezeichnet und werden unter dieser Bezeichnung auch noch bei manchen Händlern angeboten. Der Begriff geht auf eine derartige Scheibe zurück, die unter dem Namen Negerkeks als Marke eingetragen war (Registernummer 30455737). Teilweise hat sich die Bezeichnung Negerkeks als Deonym für CSD Reinigungsscheiben etabliert, auch wenn die Verwendung des Begriffs aufgrund rassistischer Konnotationen zurückgeht.